# شيانغ ونجيون
شيانغ ونجيون هو لاعب كرة قدم صيني في مركز الدفاع، ولد في 5 فبراير 1997 في غوانزو في الصين. لعب مع Guangdong South China Tiger F.C. ‏.